# Cornos de Hatim
Os Cornos de Hatim ( em hebraico: קרני חיטין; em árabe: قرون حطين) são um vulcão extinto, cujo cume se destaca nas planícies de Hatim, Israel.

## História
Os arredores da colina foram o local da Batalha de Hatim, onde Saladino derrotou os Cruzados em 1187. A batalha ocorreu durante o verão seco, o que permitiu que as tropas de Saladino ateassem fogo na grama e criassem uma cortina de fumaça, gerando caos no exército inimigo e cortando o acesso dos cruzados à água no Mar da Galileia..  Foi relatado que após a vitória Saladino construiu um monumento chamado de Domo da Vitória (em árabe: قبة الناس, translit. Qubbat al-nasr), este perdendo o uso após algum tempo. Thietmar, um peregrino alemão que chegou em Acre em 1217, disse que "o templo que Saladino erigiu aos "seus deuses" agora está abandonado". Durante o século 17 foram encontradas ruínas no topo da colina que acreditava-se pertencer à uma igreja. Em 1976 e 1981 foram conduzidas escavações no local, mas poucos vestígios do domo foram encontrados, sendo hoje a construção considerada apenas uma lenda. Por volta de 1948, um pequeno vilarejo árabe, Hittin, surgiu nos pés do monte, que foi despovoado durante a Guerra árabe-israelense de 1948 .
Alguns estudiosos identificaram a colina como o Monte das Bem-Aventuranças, local onde Jesus realizou o Sermão da Montanha. O estudo feito por Fergus Ferguson em 1864 descreve a colina como suposto local porque "sua posição corresponde à aspectos particulares da narrativa", porém tal hipótese não foi confirmada por mais nenhum outro estudioso.